# Border
Border (en sueco: Gräns; conocida en Latinoamérica como Criaturas fronterizas) es una película de fantasía de 2018 dirigida por Ali Abbasi con un guion de Abbasi, Isabella Eklöf y John Ajvide Lindqvist basada en el relato del mismo nombre de Ajvide Lindqvist contenido en su colección Let the Old Dreams Die. Ganó el premio Un Certain Regard en el Festival de Cannes de 2018 y fue seleccionada como la producción que representó a Suecia en la 91.ª edición de los Premios de la Academia en la categoría de mejor película de habla no inglesa. Sin embargo, obtuvo una nominación en la categoría de mejor diseño de maquillaje en los mismos premios.

## Sinopsis
Tina es una agente de aduanas con un extraordinario sentido del olfato que le permite reconocer la culpabilidad de las personas. También tiene una extraña apariencia que la lleva a prácticamente aislarse de la vida social. Por casualidad conoce a Vore, un sujeto muy parecido a ella. Tina sabe que Vore oculta algo, pero ni su tremenda capacidad le permite descubrirlo.

## Reparto
- Eva Melander es Tina.
- Eero Milonoff es Vore.
- Sten Ljunggren es el padre de Tina.
- Jörgen Thorsson es Roland.
- Viktor Åkerblom es Ulf.
- Rakel Wärmländer es Therese.
- Ann Petrén es Agneta.
- Kjell Wilhelmsen es Daniel.
- Matti Boustedt es Tomas.

## Recepción
En Rotten Tomatoes, Border tiene una aprobación del 97%, basada en 115 reseñas, con un rating promedio de 7.9 sobre 10. Alissa Simon de Variety describe el filme como "una excitante e inteligente mezcla de romance, noir, realismo social y terror sobrenatural que desafía las convenciones de género".